# Ashton Eaton
Ashton James Eaton (Portland, Oregon, 1988. január 21. –) olimpiai és világbajnok amerikai többpróbázó. 2011-ben második lett a tegui világbajnokságon. Az isztambuli fedett pályás vb-n úgy nyerte világcsúccsal a férfi hétpróbát, hogy a hétből öt számot ő nyert meg. 2012. június 23-án döntötte meg a cseh Roman Šebrle 9026 pontos világcsúcsát tízpróbában az amerikai olimpiai válogatón. Az új rekord 9039 pont lett. A 2012-es londoni olimpián aranyérmet szerzett honfitársát Trey Hardeet megelőzve. 2013-ban megszerezte első szabadtéri világbajnoki címét Moszkvában. A 2014-es sopoti fedettpályás világbajnokságon megszerezte második világbajnoki címét hétpróbában. A 2015-ös pekingi világbajnokságon tovább javította világcsúcsát 9045 pontra, ezzel védve meg világbajnoki címét.
2017 januárjában bejelentette visszavonulását.

## Karrierje

### Egyéni csúcsok
| Versenyszám   | Eredmény | Megjegyzés       | Helyszín        | Időpont             | Forrás |
| ------------- | -------- | ---------------- | --------------- | ------------------- | ------ |
| 60 méter      | 6.66     | Fedettpálya      | Tallinn         | 2011. február 5.    |        |
| 100 méter     | 10.21    | 0.4 m/s-os szél  | Eugene          | 2012. június 22.    |        |
| 200 méter     | 20.76    | +1.8 m/s-os szél | Walnut          | 2013. április 19.   |        |
| 400 méter     | 45.00    |                  | Peking          | 2015. augusztus 28. |        |
| 1000 méter    | 2:32.67  | Fedettpálya      | Fayetteville    | 2010. március 13.   |        |
| 1500 méter    | 4:14.48  |                  | Eugene          | 2012. június 23.    |        |
| 60 méter gát  | 7.51     | Fedettpálya      | New York        | 2015.február 14.    |        |
| 110 méter gát | 13.35    | 1.8 m/s-os szél  | Eugene          | 2011. június 4.     |        |
| Magasugrás    | 2.11     | Fedettpálya      | Fayetteville    | 2010. március 12.   |        |
| Rúdugrás      | 5.40     |                  | Portland        | 2015. augusztus 8.  |        |
| Távolugrás    | 8.23     | 0.8 m/s-os szél  | Eugene          | 2012. június 22.    |        |
| Súlylökés     | 15.40    |                  | Palo Alto       | 2013. március 30.   |        |
| Diszkoszvetés | 47.36    |                  | Chula Vista     | 2011. augusztus 14. |        |
| Gerelyhajítás | 66,64    |                  | San Luis Obispo | 2013. március 16.   |        |
| Összesítésben | 9045     | Világrekord      | Peking          | 2015. augusztus 29. |        |
| Hétpróba      | 6645     | Világrekord      | Isztambul       | 2012. március 10.   |        |

## Magánélete
2013. július 13.-án feleségül vette a kanadai Brianne Theisent, aki szintén többpróbázó.